# بردمن و نگهبانان کهکشان
بردمن و نگهبانان کهکشان (انگلیسی: Birdman and the Galaxy Trio) نام یک مجموعهٔ کاتونی آمریکایی است که در سال ۱۹۶۷ میلادی منتشر شد.
داستان کارتون دربارهٔ یک اَبَرقهرمان افسانه‌ای است که به همراه سه قهرمان دیگر، یعنی «مرد بخار»، «دختر جاذبه» و «مرد شهاب‌سنگ» دربرابر تجاوزگران و تبهکاران می‌ایستند. بردمن، نیروی خود را خدای آفتاب «رع» می‌گیرد و می‌تواند انرژیِ پرقدرتِ خورشید را از مچ دستش به صورت اشعه به اهداف مورد نظر بتاباند.
این مجموعه تلویزیونی، پیش از انقلاب، با دوبلهٔ فارسی از تلویزیون ملی ایران پخش شد.